# 2004年夏季残疾人奥林匹克运动会摩尔多瓦代表团
2004年夏季残疾人奥林匹克运动会摩尔多瓦代表团是摩尔多瓦派出的2004年夏季残疾人奥林匹克运动会代表团。未获得奖牌。